# Děti kapitána Granta
Děti kapitána Granta (1867–1868, Les enfants du capitaine Grant) je jeden z nejznámějších románů francouzského spisovatele Julesa Verna z jeho cyklu Podivuhodné cesty (Les Voyages extraordinaires). Tento dobrodružný román tvoří první díl autorovy volné trilogie, do které ještě patří Dvacet tisíc mil pod mořem (Vingt mille lieues sous les mers) a Tajuplný ostrov (1875, L'île mystérieuse).

## Obsah románu

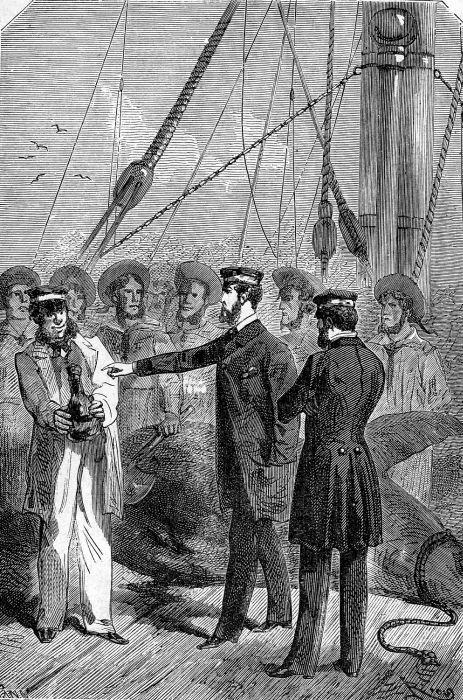
Děti kapitána Granta, původní ilustrace Édouarda Rioua

Příběh začíná 26. července roku 1864, kdy posádka jachty Duncan v Severním průlivu mezi Irskem a Skotskem ulovila žraloka kladivouna a v jeho útrobách objevila tři neúplné listiny. Byly napsány francouzsky, anglicky a německy a obsahovaly zprávu o ztroskotání lodi Britannia s kapitánem Grantem a posádkou na 37° 11´ jižní šířky (údaje o zeměpisné délce byly bohužel nečitelné). Majitel jachty lord Glenarvan neváhal ani okamžik a vydal se společně se svou manželkou, kapitánem Johnem Manglesem, majorem Mac Nabbsem, roztržitým zeměpiscem Jacquesem Paganelem a s Mary a Robertem Grantovými, dětmi ztraceného skotského kapitána, na dobrodružnou záchrannou výpravu, která v podstatě znamenala cestu kolem světa po 37. rovnoběžce.
Výprava začala pátráním v Jižní Americe, kde však ani pochod přes Andy nepřinesl žádaný výsledek, poté naši přátelé zamířili k břehům Austrálie. Zde se setkali s lodníkem Britannie Ayrtonem. Ten je provázel po Austrálii, vyklubal se z něj však podvodník a vůdce trestanců, kteří chtěli získat jejich majetek. Nakonec se cestovatelé přes velké útrapy dostali na pobřeží, ale jejich jachta tam na ně nečekala, omylem před jejich příchodem odplula. Na malé lodi dopluli Skotové na Nový Zéland. Zde však padli do rukou lidojedů. Naštěstí je zachránil Robert, který uprchl. Díky Paganelovi se dostali k moři a zde je čekalo velké překvapení. Vody zde křižoval Duncan s v podpalubí uvězněným Ayrtonem. Náhoda přivedla jachtu k malému ostrůvku Tabor, kde měl být lodník vysazen. Jaké však bylo překvapení, když zjistili, že ostrov je obydlen třemi trosečníky, kapitánem Grantem a dvěma námořníky. Román končí ponecháním Ayrtona na ostrově a šťastným návratem domů.
Tento román se stal jednou z nejčtenějších Vernových knih. Verne vložil do tohoto prostého, ale napínavého příběhu mnoho zeměpisných, přírodovědných i národopisných poznatků o Jižní Americe, Austrálii a Tichomoří, a autor vykreslil v dětech kapitána Granta opravdové hrdiny.

## Ilustrace
Knihu Děti kapitána Granta ilustroval Édouard Riou.

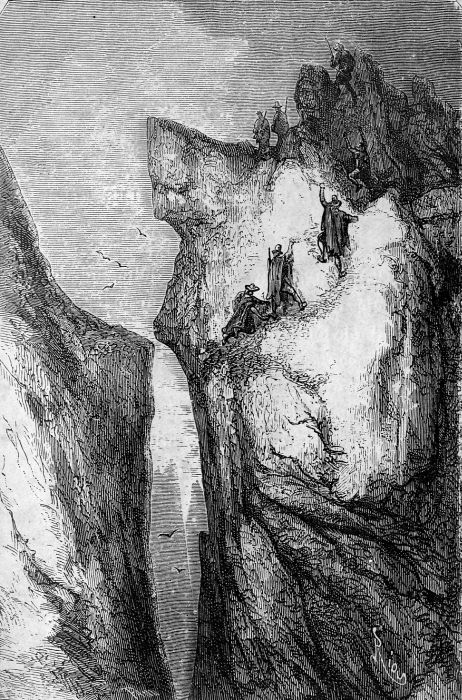
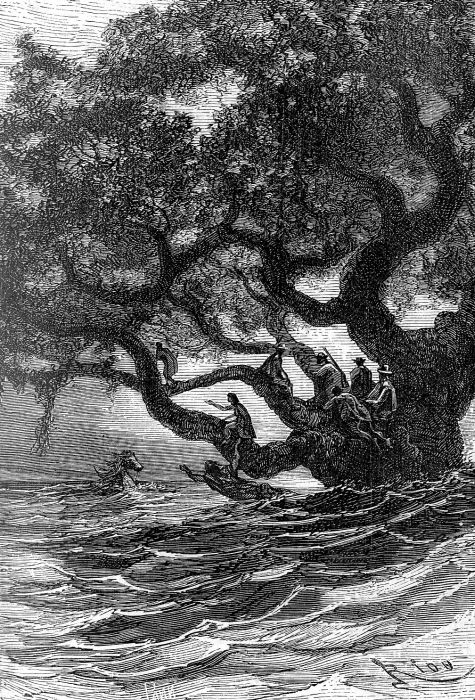
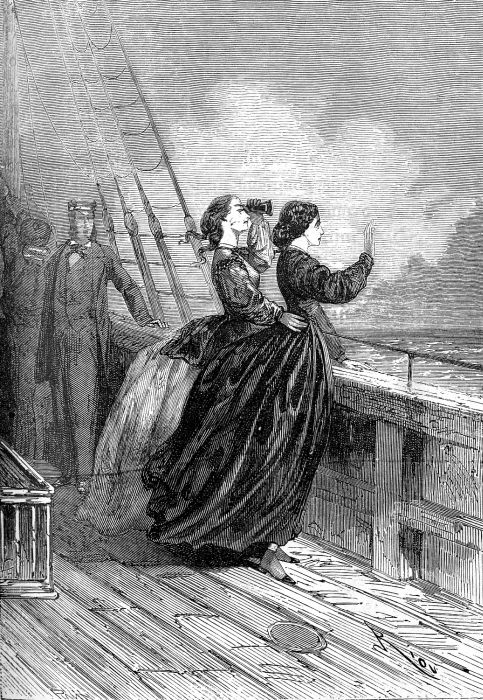
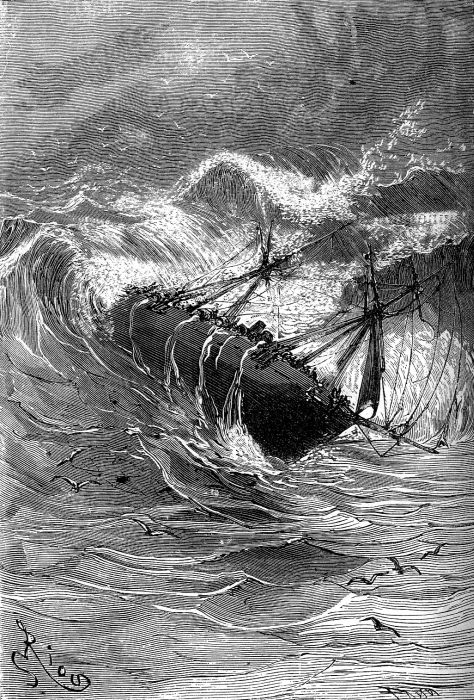
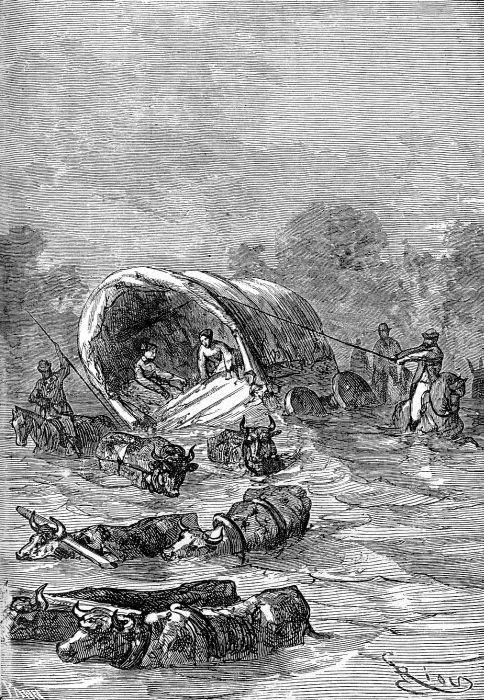
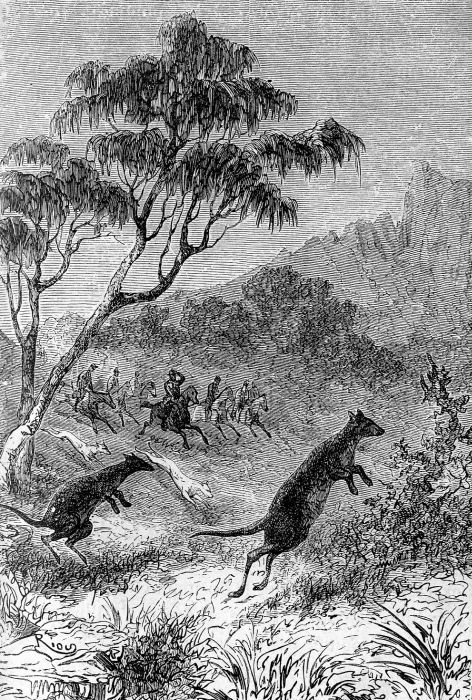
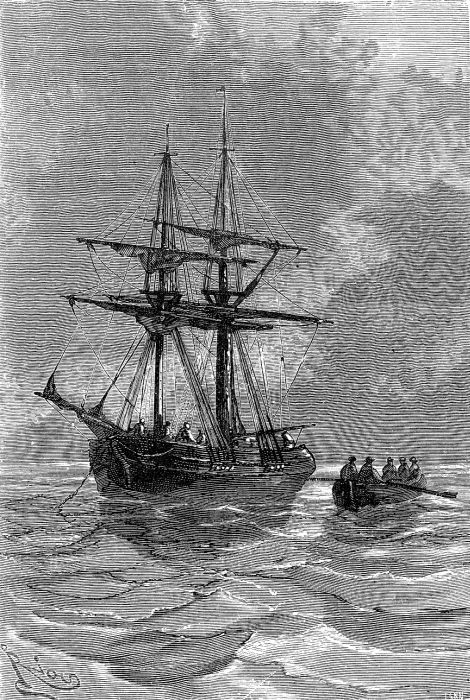
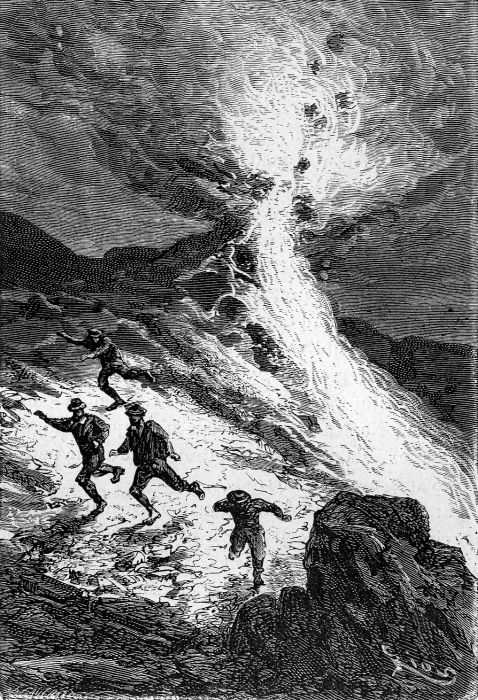
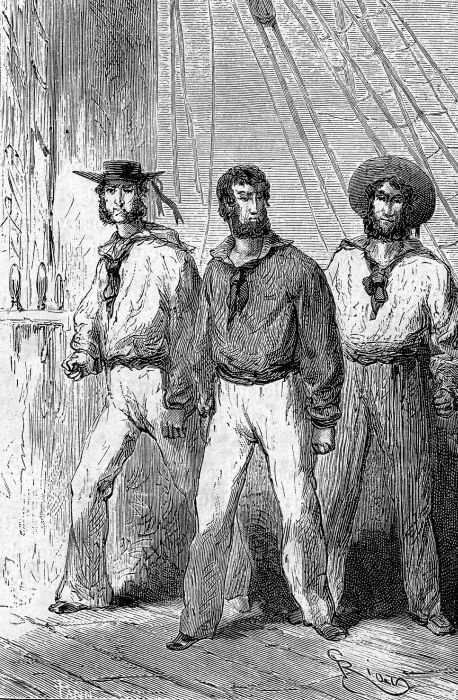
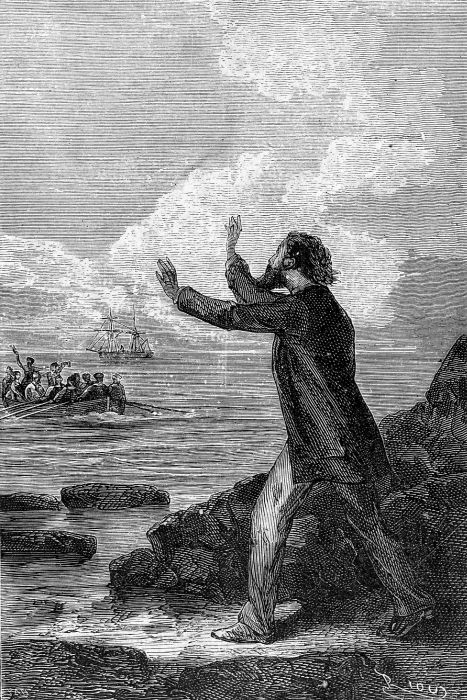

## Filmové adaptace
Román byl několikrát zfilmován. Již roku 1913 byl podle scénáře Vernova syna Michela natočen francouzský němý film Les Enfants du capitaine Grant v délce dvaceti tří minut. K dalším známým filmovým adaptacím patří:
- Děti kapitána Granta (1936, Дети капитана Гранта), sovětský film, režie Vladimir Vajnshtok a David Gutman,
- Po stopách trosečníků (1962, In Search of the Castaways), americký film, režie Robert Stevenson,
- Hledání kapitána Granta (1985, В поисках капитана Гранта), sedmidílný sovětský televizní seriál, režie Stanislav Govoruchin,
- Děti kapitána Granta (1996, The Children of Captain Grant), americký film, režie Donovan Scott.

## Česká vydání
- Děti kapitána Granta, Alois R. Lauermann, Praha 1883, tři svazky. Dostupné online.
- Děti kapitána Granta, Josef. R. Vilímek, Praha 1899,
- Děti kapitána Granta, Alois Hynek, Praha 1902, tři svazky (1. V Jižní Americe, 2. Austrálie, 3. Tichý oceán).
- Děti kapitána Granta, Bedřich Kočí, Praha 1907, tři svazky, přeložil Karel Pelant a Milan Svoboda, znovu Eduard Beaufort 1913.
- Děti kapitána Granta, Josef R. Vilímek, Praha 1914, přeložil Václav Beneš Šumavský, znovu 1920, 1923, 1926, 1931 a 1934. Dostupné online.
- Děti kapitána Granta, Josef R. Vilímek, Praha 1940, přeložil Zdeněk Hobzík, znovu 1947 a Práce, Praha 1954.
- Děti kapitána Granta, SNDK, Praha 1950, přeložila Marie Sobotková,
- Děti kapitána Granta, Mladá fronta, Praha 1954, přeložil Miroslav Vlček, znovu 1955 a SNDK, Praha 1958.
- Děti kapitána Granta, Mladá fronta, Praha 1964, přeložil Benjamin Jedlička,
- Děti kapitána Granta, Albatros, Praha 1971, přeložil Miroslav Vlček, znovu 1989.
- Děti kapitána Granta, Návrat, Brno 1999, přeložil Václav Beneš Šumavský, znovu 2007, 1. a 2. díl 2025.
- Děti kapitána Granta, Albatros, Praha 2011, převyprávěl Ondřej Neff.
- Děti kapitána Granta, Omega, Praha 2018, přeložil Václav Beneš Šumavský.
- Děti kapitána Granta, Nakladatelství Josef Vybíral, Žalkovice 2024, přeložil Václav Beneš Šumavský.